# Eutichurus ravidus
Eutichurus ravidus là một loài nhện trong họ Miturgidae.
Loài này thuộc chi Eutichurus. Eutichurus ravidus được Eugène Simon miêu tả năm 1897.